# 古谷惣吉連続殺人事件
古谷惣吉連続殺人事件（ふるたに そうきち れんぞくさつじんじけん）は、1965年（昭和40年）10月30日 - 12月12日に西日本（近畿地方・九州地方）で独居老人8人が相次いで殺害された連続強盗殺人事件。西日本連続殺人事件、西日本連続強盗殺人事件と呼称される場合もある。
一連の事件の犯人である古谷惣吉は、1951年（昭和26年）に福岡県内で強盗殺人事件2件を起こして懲役10年に処されるなど、複数の前科があった。大阪府・京都府・滋賀県・兵庫県・福岡県など、西日本各地で繰り返された一連の犯行は強盗殺人7件（被害者は50 - 60歳代の男性8人）・強盗1件・強盗未遂1件におよび、「警察庁広域重要指定105号事件」に指定されたが、警察庁広域重要指定事件としては初の殺人事件であった。
古谷が兵庫県警察により逮捕された直後、警察庁は本事件を「犯行の凶悪さ・広域性では戦後最大規模の事件」と発表した。また、兵庫県警は『兵庫県警察史』 (1999) で、本事件を「犯人と被害者が互いに面識のない、いわゆる『通り魔事件』」と定義した上で、「人々を震え上がらせた連続強盗殺人事件」と述べている。

## 古谷惣吉

### 人物
一連の事件の加害者である古谷 惣吉（ふるたに そうきち、逮捕当時51歳）は、1914年（大正3年）2月16日、長崎県上県郡仁田村志多留267番地（現：対馬市上県町志多留）で、5人兄弟姉妹の長男として生まれた。105号事件当時、古谷は前科8犯で、身長163 cm・体重63 kgのがっしりした体格だった。

### 古谷の生い立ち
志多留集落は対馬島・上島の北西部に位置し、惣吉の父親は農業と旅館業を兼業していた。実家は比較的裕福だったが、4歳のころに母親が病死。その直後、父親は再婚したが、惣吉は賭博に凝って家庭を顧みない父親と、なさぬ仲の自身に辛く当たる継母の下で、いびつな幼年期を過ごした。
惣吉が5歳の時、父は後妻（惣吉らの継母）と惣吉ら子供5人を家に残したまま、材木商として朝鮮に渡ってしまい、一家離散の運命となった。結局、父は1年近く経っても対馬に帰らず、後妻（継母）も惣吉たちを捨てて家を出てしまい、惣吉は伯父に引き取られたが、小学校へも思うようにやってもらえず、近所の子守などをさせられることが多かった。これに加え、極めて反抗的な幼少期からの性向が災いして、伯父の家族とは折り合いが悪く、叱責されると家出して野宿したり、腹いせに納屋に放火したりして、自らその行状を粗暴と荒廃へエスカレートしていったため、いわゆる問題児として周囲からも疎んじられるようになった。当時、惣吉は伯父の家に寄り付かず、神社や寺の境内で寝ていることがあった。
10歳くらいのころ、惣吉は父を慕って1人で朝鮮へ渡り、父と一緒に住むようになったが、2度目の継母との仲もうまくいかず、2年ほどして父に無断で対馬へ戻り、本籍地（志多留）で祖父母に1年足らず身を寄せた。小学校を卒業した後、対馬を離れた惣吉は、広島県広島市の叔母の家に引き取られ、中学校に入学したが、2年生の時にカッとなって教師を殴り、退学した。その後、父が朝鮮から帰ってくると、惣吉は一緒に対馬の厳原町へ移り、父とその3人目の後妻の下でようやく小学校を続けることになったが、ついに家庭環境には恵まれず、15歳くらいのころに黙って家を出た。なお、惣吉の父親は1964年（昭和39年）2月4日、91歳で死去している。

### 多数の前科
対馬を離れた惣吉は、博多駅（福岡県福岡市）付近を徘徊し、やがて土地の不良徒輩の仲間に身を投じた。その後、1964年に最後の服役を終え、熊本刑務所を仮出所するまでの34年間のうち、服役期間は29年10か月におよんだため、両親や異性の愛情を得られず、自我意識が強い一方で、他者への思いやりを欠いた性格が形成されていった。
1. 古谷は16歳に達した直後[47]、広島で窃盗事件を起こし[50]、1930年（昭和5年）4月12日、広島区裁判所で懲役1年以上3年以下の刑（不定期刑）に処され[注 19]、岩国刑務所[注 20]に服役した[47]。1933年（昭和8年）4月12日に満期[27]。
2. 1. の服役を終えて出所後、1933年（昭和8年）7月29日に厳原区裁判所で、窃盗罪により懲役8月に処された[47]。1934年（昭和9年）3月5日、厳原刑務支所を満期出所[27]。
3. 2. の服役後、1935年（昭和10年）に福岡市で窃盗事件を起こす[50]。同年5月13日、福岡区裁判所で窃盗罪により、懲役2年に処された[47]。1937年（昭和12年）5月13日、福岡刑務所（当時は福岡市百道（現在の同市早良区）に所在）を満期出所[52]。
4. 3. の服役後、1937年に再び福岡市で窃盗・詐欺事件を起こす[50]。同年9月10日、福岡区裁で窃盗罪・詐欺罪により、懲役3年に処され[47]、1940年（昭和15年）8月16日に厳原刑務支所を満期出所[52]。
5. 1941年（昭和16年）4月11日、福岡区裁で窃盗罪により懲役6年に処され[47]、1945年（昭和20年）9月22日に仮釈放されるまで若松刑務所に服役[52]。このため、太平洋戦争（大東亜戦争）中は一貫して服役生活を送っており、敗戦の報（1945年8月15日）も刑務所内で聞いた[53]。
  - この事件は、1940年（昭和15年）11月 - 1941年1月にかけ、福岡市内で刑事を騙って通行人を呼び止め、「身体検査をする」と称して相手の財布から金を抜くもので、福岡警察署（現：中央警察署）の刑事だった鹿子生寛治[注 21]（1965年当時は県警捜査二課に所属）によって逮捕された[56]。石田郁夫 (1979) は、この犯行について「旅慣れない田舎者を脅しつけ、金品を押収する犯行だった。古谷は世の中に出て以来、官憲と何度も対峙し、社会と刑務所を往復するうちに、かつての自分自身と同じく、都会に気押されている田舎の人間たちを恫喝すれば、窃盗よりもたやすく金品を得られることを知っていた」と述べている[57]。一連の事件を把握していた鹿子生は、同年2月16日、犯人を逮捕するため、旅行者を装って博多駅付近を歩いていたところ、刑事を装って声を掛けてきた古谷から「警察の者だ。所持品を調べる」と言われたため、「金は持たんが手錠は持っとる」と言いながら古谷を取り押さえた[54]。同日は古谷の誕生日で、古谷は鹿子生に対し、「こんな日に捕まったのをきっかけに生まれ変わった気持ちになります」と反省の弁を述べていた[54]。
6. 1947年（昭和22年）1月25日、神戸区裁判所で詐欺罪により懲役3年に処され[47]、1950年（昭和25年）10月7日に仮釈放されるまで、網走刑務所で服役した[52]。

### 福岡連続強盗殺人事件
1951年（昭和26年）、当時37歳だった古谷惣吉は、少年S（事件当時19歳10か月）と福岡市内で知り合い、県内でSと共謀して2件の強盗殺人事件を起こした。共犯者であるSは満州出身で、戦争末期に父親が軍隊に召集され、14歳の時に終戦を迎えた。終戦直後、父親はソ連軍によってシベリアへ連行されたまま帰らず、母親もやがて病死。1946年（昭和21年）、Sは弟妹2人を連れて、奉天から福岡に引き揚げ、福岡の伯父宅に落ち着いたが、兄として弟妹の面倒を見ようと仕事を探していたところ、博多駅裏の一杯飲み屋で古谷と知り合い、「仕事を探してやる」と誘われた。
- 1951年5月15日[注 25] - 金銭欲しさからの犯行[68]。被害者は、Sの共犯者（＝古谷）の知っている小金を持っている男性（当時40歳[59]：バタ屋）で、福岡市東中洲南新橋下（「南新橋」の位置）に在住していた[注 26][61]。Sは、不良仲間（＝古谷）からこの男性が小金を貯めていることを聞かされ、共謀[61]。被害者から金品を強取することを企てた[59]。共犯者（古谷）が刑事を装い、被害者に対し「お前の持っている荷物がおかしいから調べる」と言い、被害者を同市犬飼三社町（現在の博多駅近辺：福岡市の地名#博多区も参照）の麦畑[注 27]に連れ出し[61]、金品を強要した[59]。しかし、被害者が逃げ出したため、「殺害して金品を強取するしかない」と考えたSがマフラーで、次いで古谷が腰紐で、それぞれ男性の首を絞めて殺害し、財布（現金8,600円在中）を強取した[59]。事件後、古谷はいったん佐賀県へ向かい、3週間後に八幡市で再び殺人を犯した[72]。
- 1951年6月3日[73] - 福岡県八幡市（現：北九州市八幡西区）[注 28]で発生[74][34]。Sは逃走資金欲しさから[68]、共犯者（古谷）と共謀の上[59]、窃盗の犯意を有して他家に侵入したが、物色中に主人が帰宅して発見されたため、主人（当時70歳）を殺害し、金品を強取しようと考えた[73]。主人が鍬で抵抗したため、Sが首を絞めて気絶させ、さらに古谷も首を絞め[75]（凶器は紐）、主人を殺害[73]。現金250円・服・時計・白米などを強取した[注 29][73]。同月10日、被害者の長男（当時42歳）が父親の他殺体（死後約1週間）を発見した[74]。

2つの事件の現場は麦畑や、山間部の一軒家といった人通りの少ない場所だったため、目撃者はおらず、遺留品もなかった。

#### 共犯が死刑に
2人とも事件後に逃亡したが、同年7月27日、S（当時20歳）は福岡市の事件の被疑者として、福岡市警察に逮捕された。その後、Sは同月30日になって、八幡市の事件について自供した。Sは、1941年に古谷を取り調べた鹿子生寛治による取り調べに対し、素直に罪を認めた一方、「ソウさん」なる共犯者の存在を主張したため、鹿子生はSに古谷の写真を見せ、「ソウさん＝古谷」と確認を取った上で、古谷を全国指名手配したが、Sの死刑執行より先に古谷の所在を掴むことはできなかった。
Sは裁判で、「福岡市の事件の際、犯行現場で分け前を巡って口論になったが、自分は古谷に対し『途中で一度逃げた癖になんだ』と怒った」という旨の供述をしたが、後に逮捕された古谷も同じ趣旨の供述をしたため、当時の捜査主任だった福岡市警の部長刑事・梅田只雄（1965年12月時点で博多警察署警部補）は、福岡市の事件に関してはSが主犯で間違いないと述べている。一方、八幡市の事件については、「被害者を押し倒して首を絞めたのは古谷だ」と主張したが、福岡地方裁判所は1951年11月7日、被告人であるSと、古谷（当時逃亡中）の共謀を認定した上で、Sを主犯と認定し、求刑通り死刑判決を言い渡した。Sは控訴したが、1952年（昭和27年）4月9日に福岡高等裁判所で控訴棄却の判決を受け、死刑が確定した。
死刑確定後、Sは自身への面会や差し入れをしていた満州時代の小学校の同級生から影響を受け、キリスト教に深く帰依するようになった。その一方で、Sは再審請求を検討し、免田事件で死刑が確定していた免田栄（後に冤罪が判明し、再審で無罪が確定）に対し、再審請求の相談を持ち掛けたが、請求のための資金・支援者などを欠いていたため、処刑直前に請求を断念した。
そして1953年（昭和28年）、Sは収監先の福岡刑務所に隣接していた藤崎拘置区で、死刑を執行された。当時、死刑囚は原則として一定期間（死刑確定から6か月）以内に死刑を執行することになっており、共犯者がいた場合でも、死刑執行を猶予されることはなかった。

#### 古谷は懲役10年に
一方でSの自供に加え、事件現場に遺留された指紋などから、古谷が事件に関与していたことが確認された。これは、かつて古谷が福岡市内で、警官になりすまして窃盗を働いて逮捕された際、古谷を逮捕した捜査員が、古谷のことを思い出し、所在を探していたためである。しかし、古谷は警察の捜査を掻い潜って逃亡を続けた。
事件後、古谷は長距離トラックに同乗し、関門トンネルの非常線を抜け、下関市内でサーカスの団員となって山口県内を転々とした。さらに神戸へ行き、逮捕されるまで1、2か月周期で関西と九州を往復しつつ、ピストル強盗などを重ねた。
そして同年12月19日、古谷は西宮市内の民家の郵便受けに「明日までに現金50,000円を用意しろ」と書いた脅迫状を入れ、この民家の住民から金品を脅し取ろうとした。しかし翌20日、現金の受け渡し場所として指定した場所で、張り込んでいた兵庫県警の捜査員によって取り押さえられ、恐喝未遂罪で、西宮市警察に検挙された。この時、古谷は「清水正雄」の偽名を用い、取り調べに対しても容疑を否認していたが、筆跡鑑定により犯行が証明された。その後、西宮市警が国家地方警察（国警）本部に指紋照会を依頼したところ、「清水」の正体は古谷惣吉（当時38歳：前科6犯）であることも判明した。その後も古谷は、「2、3日前に知り合った『山口』という人物と共謀して脅迫状を郵便受けに入れたが、脅迫状は主犯の『山口』が書いた」と主張したが、各種証拠から「『山口』は架空の人物で、事件は古谷の単独犯である」として起訴された。古谷は犯行を否認し続けたことで、裁判官の心証を悪くし、1952年（昭和27年）2月1日、神戸地方裁判所尼崎支部で懲役3年に処され、刑務所に服役した。しかし、この事件について兵庫県警は「古谷はあえて刑務所に入ることで、強盗殺人の余罪を追及されることを免れようとした」とみなしている。この件に関しては、福岡刑務所にいた1954年（昭和29年）5月1日付で刑期満了を迎えている。
古谷は在監1年目の暮れ、知人に手紙を出したが、1951年の強盗殺人を捜査していた福岡市警がこれを把握。このため、古谷は神戸刑務所から福岡市警へ移監され、福岡刑務所在監中の1954年4月16日、強盗殺人容疑で逮捕された。この時、福岡署の留置場に勾留された古谷は、1941年に盗みで自身を逮捕した鹿子生と再会したが、鹿子生は「古谷は死刑か無期懲役になるだろう」と考え、古谷に好きな果実などを頻繁に差し入れていた。
しかし、古谷は逮捕直後に同房者から、Sが既に死刑に処されていることを聞かされたため、Sに罪を押し付けることを思いつき、取り調べに対しては徹底的に犯行を否認。Sが「殺害実行犯は古谷」と主張していた八幡市の事件については、「自分は逃げた」と供述した。また、古谷の犯行を証明する証拠も不十分で、最大の証人となり得たSも既に死刑を執行されていたため、一連の犯行で古谷がどのような役割を果たしたかは解明されなかった。梅田は、古谷もSとともに強盗に入った以上、「相手の出方次第では殺す」という意思を有しており、刑事責任はSと同等であるという旨を主張し、古谷の国選弁護人を担当していた高良一男も古谷の主張を聞き、古谷はSの従犯ではなく、刑事責任は同等ではないかという疑念を抱いていた。福岡地検の検事16人が、古谷への求刑を行うにあたり、合議を行ったところ、「死刑を求刑すべき」という意見が圧倒的だったが、全員一致ではなかった（死刑は全員一致でないと求刑できなかった）ため、やむを得ず無期懲役を求刑することとなった。
福岡地裁第3刑事部（佐藤秀裁判長）は、11回の公判（審理期間は約1年）を経て、1955年（昭和30年）6月16日、古谷に懲役10年（求刑：無期懲役）の判決を言い渡した。同地裁は、古谷とSの交友関係から、古谷の無罪主張を退け、福岡市の事件についてはSとの共謀を認定し、強盗殺人罪を適用したが、両事件で「主犯」とされたSが既に死刑を執行されていたため、古谷関与の確証が得られなかった八幡市の事件については、「疑わしきは罰せず」の鉄則から、窃盗罪を認定した。その後、同判決は1956年（昭和31年）3月4日に確定した。
古谷は同事件について、後に105号事件で逮捕されて取り調べを受けた際に主犯は自分で、Sは見ていただけだと告白した。その上で、被害者2人を絞殺した手段も105号事件と同一である旨を述べたほか、「捜査機関や裁判所のミスを公表してやる。新聞記者に面会させろ」とも要求した。しかし、S本人は既に死亡しており、彼の裁判記録も（1953年の死刑執行から）10年後に廃棄されていた。当時の主任検事（佐藤貫一）もこの件について、記者会見を認めなかったため、再捜査はされなかった。

## 警察庁広域重要指定105号事件

### 仮釈放まで
刑確定後、古谷はまず福岡刑務所に収監され、後に長期刑受刑者を収監する熊本刑務所へ移監された。刑期は1965年6月までで、古谷は服役中、1958年（昭和33年）に同囚を殴打したことで軽屏禁10日に処され、1960年（昭和35年）には喧嘩をして叱責を受けたが、その後は4年間反則はなく、1963年（昭和38年）には処遇の最高段階である1級になった。同年7月、熊本刑務所長から九州地方更生保護委員会へ、古谷の仮釈放について第1回の申請がなされたが、この時は、「犯行、前歴、社会感情、帰住環境等綜合検討して仮釈放は時期尚早で適当でない」として棄却された。
翌1964年（昭和39年）、2度目の仮釈放申請がなされ、九州地方委員会は同年9月1日付の決定で、「社会内処遇に移して順次その社会適応性をはかっていくことの必要性が認められ、保護観察に付することが本人の改善に役立つ」として、仮釈放を許可した。このため、古谷は刑期を1年残し、1964年（昭和39年）11月9日に仮釈放された（当時50歳）。仮釈放に当たり、「厳に酒を慎み、禁酒するように努力すること」「夜遊びや盛り場に出入りしないこと」「仕事に就いたら辛抱強く続けて働くこと」「保護会の規則や職員の指示をよく守ること」などの特別遵守事項がつけられた。保護観察期間は当初、1965年6月10日までとされていた。

### 連続殺人
古谷は熊本刑務所を仮出所すると、更生保護会「熊本自営会」（熊本県熊本市）で土木作業に携わるようになった。惣吉の父親や、彼と同居していた甥夫婦は惣吉への感情が極めて悪く、姉婿も身元を引き受ける意思がなかったため、熊本自営会がその身元を引き受けることになったのである。古谷は熊本自営会に帰住した際、「二度と（刑務所に）入所するようなことはしない」との決意を示し、将来の職業として「経験のある溶接か洋裁をしたいが、土工でもなんでもして働きたい」という意欲を示していた。
熊本自営会にいた当時、古谷はあまり外泊せず、門限を守り、新聞をよく読んで身だしなみに気を使うなど、真面目に生活していた。このころ、古谷は雑記帳に以下のような手記を書いている。
また、古谷はこのころ、「旅愁」と題した詩で「旅人よ、何をそんなに急ぐんだ。明日への希望を持て」などと歌っていた。一方、古谷は日記に「天狗の鼻をへし折ってみたい」という反権力主義を吐露した文章や、「人間の刺身を喰いたい」という一文も記していたが、事件後にはマスコミによって「イダ天殺人魔」「連続殺人に狂う」「まれにみる逃走の名人」などといった論調で取り上げられることはあっても、後者の言葉が取り上げられることはなかった。石田郁夫 (1979) は、後者の言葉について「これらの片言隻句から、彼の残忍性、冷血、凶暴をあかし立てるものたちもいるわけだが、うっぷんを紙の上に晴らして自制していたにすぎまい。」と述べている。
同年11月12日、古谷は保護観察所長に対し、「本籍地の父親（実際は同年2月4日に死去していた）を見舞いたい」と旅行許可を求めた。保護観察所長は、古谷が長期間在監生活を送っていたことや、父親が高齢であること、また12月から就職するよう斡旋していた事情から、20日間の旅行を許可。古谷は予定通り、同年11月29日に旅行から帰ってきたが、その旅行中の11月17日には、鳥取県米子市で廃品回収業者が殺害される事件（古谷の関与が疑われたが、立件されなかった。後述）が発生している。
同年12月1日、古谷は熊本市内の水道配管工事に従事し、更生保護委員会から通勤するようになった。1965年1月8日には、保護観察所の主任官との面接で、本人の希望もあって雇主の家への住み込みが認められ、同年2月20日には担当の保護司が、熊本自営会の主幹（仮出所直後からの担当者）から別の人物に交代している。しかし、古谷は同月28日、雇主との喧嘩がきっかけで、雇主への暴力沙汰を起こした。この時は雇主の配慮もあって、当事者間で解決され、担当の保護司も保護観察所への報告を見送っていたが、古谷はこの事件がきっかけで水道配管工を退職し、3月・4月は適職がなかったため、更生保護会の庭園工事の手伝いをしていた。また、配管工を辞めてから前後8回にわたり、元雇主の仕事現場に現れて脅迫し、20,000円を脅し取る事件を起こしているが、この事実は逮捕後に元雇主が保護観察所へ報告するまで明るみにならなかった。
古谷は同年5月1日、熊本自営会の主幹から小遣いとして2,000円を借りたが、4日まで無断外泊したまま帰らなかった。同月5日朝、いったん熊本自営会に帰ってきたが、それ以降は行方不明になり、同月27日には担当者から主任官に対し、その旨が報告される。このため、翌28日には熊本保護観察所長が、長崎保護観察所長宛に地古谷の所在調査を依頼したが、同所長は29日、「古谷は父方（本籍地）に居住しておらず、立ち寄った形跡もない」と報告した。そのため、熊本保護観察所長は同日、九州地方委員会に対し、所在不明による保護観察停止の申請手続を行い、同年6月1日、九州地方委員会は保護観察を停止することを決定した。同月6日、同決定の効力が発生したことで保護観察は停止され、残り刑期の進行も停止した。最終的には本人が一連の事件で逮捕され、所在が判明したことを受け、同年12月18日に近畿地方委員会が保護観察停止の解除を決定し、刑期満了日は同年12月22日に変更された。同日、熊本保護観察所長からの申請を受け、九州地方委員会は古谷の仮出獄を取り消すことを決定した。
自営会を出て以降、古谷は1965年（昭和40年）8月 - 12月にかけて福岡県・兵庫県・滋賀県・京都府・大阪府の2府3県で、強盗殺人7件（被害者8人）・強盗1件・強盗未遂1件の犯行を繰り返した（太字は強盗殺人事件、および死亡した被害者）。
一連の事件の共通点としては以下のような点が見い出されている。
- 犯行現場 - 一軒家、もしくは他と独立した掘立小屋風の建物[113]。
- 被害者 - いずれも人家から離れた場所で身寄りもあまりなく、毎日をどうにかやりくりしながらひっそり暮らしていた老人か、1人留守中の老人[114]。主にバタ屋（廃品回収業）の者だった[113]。
- 犯行態様 - 古谷は自身の強力な腕力により、年老いて抵抗もままならない被害者たちの鳩尾や胸部に先制の一撃を見舞い、両手首を後手に縛った上で絞殺するか、持っていた凶器で殺害した[40]。そして殺害後に金品を強取し、死体の上に布団などを掛けて隠蔽を図り、逃走時には入り口に錠前を掛け、犯罪の発覚を遅らせた[40]。
- 動機 - 古谷と被害者たちとの間に面識はなく[115]、人を殺害しなければならないほどの特段の動機はなかった[40]。高槻事件（F事件）の取り調べの際、古谷は「被害者Fに『飯を食わせてくれ』と頼んだが、『大きなことを言うな』と言われて立腹し、絞殺した」と供述している[116]。

| 事件名                 | 事件発生日時              | 事件発生地点                                              | 罪状     | 被害者 （括弧内は当時の年齢）                           | 被害品 | 備考                                                                 |
| ---------------------- | ------------------------- | --------------------------------------------------------- | -------- | ------------------------------------------------------- | --- | -------------------------------------------------------------------- |
| X事件                  | 8月19日 11時ごろ          | 福岡県福岡市大字松崎 宇美川堤防上バラック                 | 強盗     | 男性X（69歳） 廃品回収業                                | X所有の金品 - 現金約20,000円・定期預金証書（残高10万円）1通・利付興業債券保護預帳（額面合計金48万円）1通・印鑑1個                      |                                                                      |
| 垂水事件 （A事件）     | 10月30日ごろ              | 兵庫県神戸市垂水区海岸通7番16号の小屋                     | 強盗殺人 | 男性A（57歳没） 廃品回収業                              | A所有の金品 - 現金約500円・男物腕時計1個・男物ズボン2本・白メリヤスパッチ1枚・白メリヤス丸首シャツ1枚                                  | 同年11月29日、福岡事件の捜査中に発覚（後述）。                       |
| 大津事件 （B事件）     | 11月1日ごろ 21時ごろ      | 滋賀県大津市錦織町（琵琶湖畔） 「柳が崎水泳場」の掘立小屋 | 強盗殺人 | 男性B（59歳没） 米菓子加工業・ 水泳場管理人             | B所有の金品 - 現金約170円・腕時計1個・白メリヤス肌着2枚                                                                                | 同年11月9日に発覚。                                                  |
| Y事件                  | 11月17日ごろ 18時30分ごろ | 福岡県福岡市箱崎原田町一丁目 「原田橋」東詰下の小屋       | 強盗未遂 | 男性Y（39歳） 廃品回収業                                | 何も持ち去らず逃走（下記参照） |                                                                      |
| 福岡事件 （C事件）     | 11月22日 正午ごろ         | 福岡県糟屋郡新宮町上の府雲雀ヶ丘1592番地の1の小屋         | 強盗殺人 | 男性C（54歳没） 英語塾講師                              | Cおよび家族所有の金品 - 現金5,000円・トランジスタラジオ1台・腕時計＋バンド各1個・ズボン1本・長袖シャツ1枚 - 黒皮手袋1双（Cの家族所有） |                                                                      |
| 伏見事件 (1) （D事件） | 12月3日ごろ 21時ごろ      | 京都府京都市伏見区中島河原田町 「京川橋」下の小屋         | 強盗殺人 | 男性D（67歳没） 廃品回収業                              | D所有の金品 - 男物腕時計1個・ジャンパー1着                                                                                             | 12月11日に独居者調査中の警察官（京都府警）が遺体を発見し、事件発覚。 |
| 伏見事件 (2) （E事件） | 12月5日ごろ 21時ごろ      | 京都府京都市伏見区中島流作町 「鴨川橋」下の小屋           | 強盗殺人 | 男性E（60歳没） 廃品回収業                              | 何も持ち去らず逃走（下記参照） | 12月11日に独居者調査中の警察官（京都府警）が遺体を発見し、事件発覚。 |
| 高槻事件 （F事件）     | 12月7日ごろ 20時ごろ      | 大阪府高槻市南芥川町23番15号 「高槻橋」下の小屋           | 強盗殺人 | 男性F（53歳没） 土建手伝い                              | 何も持ち去らず逃走（下記参照） | 古谷の逮捕後に自供で発覚。                                           |
| 西宮事件               | 12月12日                  | 兵庫県西宮市大浜町6番地 海岸防潮堤外側の小屋              | 強盗殺人 | 廃品回収業・男性2人 - 男性G（51歳没） - 男性H（69歳没） | | 事件直後に現行犯逮捕（後述）。                                       |

1. X事件 - バラック[注 57]を訪れ[117]、警察官を装って所持する金品について尋問をしたりしながら[注 95]、その場にあったタオルでXの首を絞め、失神させて金品を奪った[5]。X事件の翌日（8月20日）、古谷はXから奪った証書を換金して得た現金58万円[注 59]を手に故郷・対馬へ帰郷し[12]、8月22日 - 26日まで対馬に滞在[注 96][139]。その後、東は伊豆半島から西は四国まで（日本海側も含めて）無目的な観光旅行を続けた[139]。
2. 垂水事件 - 各地を旅行し、所持金が尽きたところでAの小屋を訪れ[140]、「泊めてくれ」と頼んだが、「泊まりたければ旅館か警察に行け」と断られ[2]、Aを殺害して金品を奪うことを決意[5]。やにわに拳でAの鳩尾を殴りつけてうつぶせに押さえつけ、右腕で首を絞め上げ[注 97]、小屋にあった紐（昭和42年押第235号の25）でAの首を絞めて窒息死させ[注 98]、金品を奪った[5]。またAが調理していたうどんをその場で食べ、外から施錠して逃走した[2]。その後、舞子の海岸の建物で泊まり、翌日（10月31日）朝5時ごろに起き[113]、垂水を発って東方へ歩き、同日21時ごろに山崎で一泊した[注 99][142]。
3. 大津事件 - Bを殺害して金品を強取するため、やにわにBの右腕を逆手にとって後方にねじ上げ、小屋にあった紐（昭和42年押第235号の28）でBの両手首を後ろ手に縛り上げた[5]。そして自身の右上でBの首を絞めて失神させ、小屋にあったタオル（昭和42年押第235の27）で首を絞めて殺害し金品を奪った[5]。当時は現金がほとんどなかったため、B宅を素手でかなり物色したが、これが原因で指紋を現場に6個[注 100]残し、うち砂糖壺に残された指紋が身柄特定のきっかけになった[121]。
4. Y事件 - 橋の下で掘立小屋に1人で住んでいた男性Yに[127]刃渡り約30 cmの刺身包丁を突き付け、所携のネクタイ（昭和42年押第235号の1）でYの両手首を縛り上げ、抵抗を抑圧[6]。その上でYの上着・ズボンのポケット内を物色したが、偶然Y宅を訪れた男性ら2人に発見されたため金品を奪えず[6]、そのまま逃走した[127]。
5. 福岡事件 - 男性C宅（海岸に面する松林の中に建っていた一軒家）[注 75]に侵入し[127]、Cを殺害して金品を強取しようと決意[6]。Cに刺身包丁（刃渡り約30 cm）を擬して取っ組み合いとなったが、包丁で左前胸部・右腋窩部などを突き刺して失血死させ、金品を奪った[注 101][6]。そして、この時まで古谷は垂水事件で被害者Aから奪ったズボンを穿いていたが、このズボンのほころびに気付いたために脱ぎ捨て[122]、Cから奪ったズボンと穿き替えた[122]。本事件でも遺留品（給料袋）に古谷の指紋が残されていた[144]。唯一家族居住の被害者だったが、妻子の留守中の犯行だったため、家屋の立地条件なども含め、他の事件と類似と見なされた。
  - 事件前、被害者C宅やその周辺（西鉄新宮駅など）で40歳代 - 50歳代の不審な男（地下足袋姿）が複数の近隣住民に目撃されていた[145]。事件の約2日前には、C宅を「営林署の岡」と名乗る40歳前後の男が訪れ、在宅していたCに対し「付近で松を盗伐する者がいる」と言っていたが、当時の福岡営林署に「岡」という職員はおらず、同署職員が現場付近を巡回した事実もなかった[145]。
  - 11月末には、古谷の身元引受人を担当していた「熊本自営会」の会主男性宛に、福岡県大牟田市内在住の女性から「9月末に香川県の琴平山を旅行した際に古谷さんから親切にしていただきました」という礼状に加え、古谷が女性とその同僚2人とともに4人で映った記念写真が届いたため、福岡県警特捜本部がこの女性から当時の古谷の行動について事情聴取した[146]。
6. 伏見事件（D事件・E事件） - 京都市伏見区内（鴨川の河畔）で相次いで発生[130]。
  1. D事件 - 小屋の中でやにわにDの胸部・鳩尾を拳で強打し、Dが後方へ転倒したところ、両手を逆手に取って後方にねじ上げた[6]。そして小屋にあった電気コード（昭和42年押第235号の29）でDの首を絞めて窒息死させ、金品を強取[6]。Dのバラックを施錠した上で堤防を上り、やや東方を走る京阪国道（国道1号）を500 mほど下った工事現場の小屋の中で就寝した[147]。同事件翌日（12月4日）[注 102]、古谷はDから奪ったジャンパーと、福岡事件で被害者Cから奪ったトランジスタラジオ・腕時計を第三者[注 103]に売却した[150]。
  2. E事件 - 小屋の中でいきなり拳でEの胸部を一発殴り、Eの両手を逆手に取って後方にねじ上げ、Eをうつぶせに押さえつけた[151]。そして右腕でEの首を絞めて失神させ、小屋にあった毛糸首巻[注 104]で首を絞めて窒息死させた[7]。しかし小屋を物色していたところ、最も嫌悪していた蛇の抜け殻を見たため、何も持ち去らず逃走[152]。
7. 高槻事件 - 伏見事件2件の直後[134]、大阪府高槻市へ移動[132]。Fの小屋で格闘の末、拳でFの鳩尾を強打して転倒させ、馬乗りになって右手で首を絞めて失神させ、小屋にあったシャツ（昭和42年押第235号の41）の袖で首を絞めて窒息死させた[7]。犯行後、壁にかかっていた上着・ズボンなどを物色したが、目ぼしいものを発見できず、何も持ち去らず逃走[153]。またこの時、現場にそれまで持ち歩いていた青写真の設計図[注 105]を遺留している[149]。
8. 西宮事件 - 金品を強取するため、同じ小屋の中で寝ていた2人（被害者G・被害者H）の頭部をいきなりハンマー（昭和42年押第235号の30）で滅多打ちにし、脳挫傷により死亡させた[注 106][7]。

一連の事件のさなか、古谷は新聞・ラジオの報道に気を配ることも、旅館に宿泊することもなく、長距離を徒歩で移動していたが、この行動故に急行列車・旅館などを対象とした警察の一斉検索にはかからず、かえって警察の意表を突く結果となった。

### 広域事件に指定
福岡事件の遺留品となったズボンには、神戸市垂水区内のスーパーマーケットのレシートが入っていた。福岡県警察（捜査一課および東福岡警察署）の特別捜査本部がズボンを調べたところ、男性A（後に垂水事件の被害者と判明）の名前が書いてあった。これを受け、特捜本部がAを警察庁に氏名照会したところ、Aは強盗・窃盗の前科2犯で、1964年秋まで垂水区内に在住していた事実が判明し、遺留品の指紋・筆跡もAと一致した。先述の目撃情報もAの人物像と一致していたため、福岡県警はAを同事件の重要参考人として調べることを決め、捜査一課特捜班係長ら4人を兵庫県警に派遣した。
しかし同年11月29日、県警捜査員が垂水警察署（兵庫県警）の署員とともに、Aが住んでいた掘立小屋に出向いたところ、Aの死体（死後約1か月）が発見され、垂水事件が発覚した。このため、「犯人はまず垂水事件でAを殺害してズボンを奪い、福岡事件でCを殺害した」という見方が強くなったが、両事件を継ぐ捜査資料は乏しかった。
そのような中で、警察庁から新たに類似事件として大津事件に関する報告が入り、3事件には「民家を離れた1人暮らしの老人が殺され、死体には布団が被せられていた」「現場の遺留品（たばこの吸い殻など）からA型の血液型が検出された」という共通点が判明した。このため、12月1日には兵庫・滋賀・福岡の3県警が神戸市内で初の合同捜査会議を開き、バラックや掘立小屋に住む老人に対する捜査を行うことが決められた。その翌日（12月2日）、Y事件（強盗未遂事件）に関して被害者Yと、犯行を目撃していたYの知人2人からの目撃証言が入り、これを得た福岡県警の捜査本部は犯人のモンタージュ写真を作成した一方、警察庁は同月9日に垂水・福岡の両事件を同一犯による連続殺人事件と断定し、「広域重要105号事件」に指定した。それまでの広域重要指定事件4件（101 - 104号）はいずれも多額窃盗事件であり、殺人事件の広域指定は初めてだった。

## 事件解決

### 指名手配
モンタージュ写真は同月7日にほぼ完成し、翌8日には報道機関にも配布されたが、1941年の窃盗事件や、1951年の連続強盗殺人事件の際、刑事として古谷を取り調べていた福岡県警捜査二課の鹿子生寛治は、その写真を見て、「モンタージュ写真も、犯行手口も古谷と似ている」と証言した。さらに同月11日には筑紫野警察署に対し、かつて福岡刑務所で古谷と同房に服役していた元受刑者が、「今回のモンタージュ写真は、1954年ごろに自分と一緒に服役していた古谷と似ている」と届け出た。その情報を得た警察が、被害者Yら目撃者3人に古谷の顔写真を見せたところ、「間違いない」という証言が得られた。古谷はかつてY事件の現場付近（福岡市箱崎）に住んでおり、1951年の連続強盗殺人事件の手口も本事件と同様（マフラーによる絞殺）だったことから、古谷への嫌疑は濃くなった。
一方、京都市伏見区内でも新たに同様の強盗殺人2件が発覚したため、両事件も広域105号事件と関連して捜査された。福岡県警がモンタージュ写真から割り出された古谷の指紋と、大津事件の現場から採取されていた指紋を照合したところ、2つの指紋が合致した。さらに、伏見区内で発生したE事件の現場遺留品から採取された指紋も古谷と合致したため、警察庁は「古谷が105号事件の犯人である可能性が高い」と断定した。
Y事件の強盗未遂容疑と、大津事件（被害者：B）の強盗殺人容疑については確実な証拠が得られたため、福岡県警の捜査本部は両事件について古谷の逮捕状を請求し、12月12日朝に古谷を全国に指名手配した。その上で、警察庁は各都道府県警察本部に対し、古谷の顔写真・指紋・前科前歴資料などを送り、事件の続発を阻止するため、潜伏可能な場所の徹底捜索も指令したが、古谷は同日中に逮捕された。

### 逮捕
近畿管区警察局は12月12日、兵庫県警特別捜査本部の発議を受け、「古谷は関西方面に戻った可能性が高い」と断定。同日22時 - 13日2時まで近畿2府4県警を総動員し、潜伏先と推測されるバラック・神社・寺・ビルの軒下などを一斉捜査したが、逃走中だった古谷は同日23時40分ごろ、兵庫県西宮市で第7・第8の強盗殺人（西宮事件）を犯した。しかし同事件直後の23時47分ごろ、付近を巡回していた芦屋警察署の警察官3人のうち2人が、逃げようとした男（＝古谷）を取り押さえ、近くの公衆電話まで連行した。
男は警察官からの追及に対し「すぐ近くのバラックで2人を殺傷した」と自供したほか、バラックの中を調べたところ血まみれになって倒れていた被害者2人（どちらもその後死亡）を発見した。そのため兵庫県警は指紋や入れ墨・人相から男が古谷であることを確認し、23時50分に古谷を強盗殺人未遂の現行犯で逮捕した。逮捕直後に古谷は芦屋署へ連行され、署長室で簡単な取り調べを受け、翌日（1965年12月13日）未明には西宮警察署へ移送された。さらに、指紋照合の結果から取り調べを受け、一連の連続殺人のうち一部（西宮事件以外）を自供した。県警は14日夕方、古谷を強盗殺人事件被疑者として神戸地方検察庁へ送致（送検）した。
逮捕後、古谷の身柄は西宮事件で古谷を逮捕した兵庫県警に置かれた。12月16日には近畿管区警察局で、兵庫・福岡・滋賀・京都の各府県警が会議を開き、事件処理の基本方針について議論したが、大津事件で古谷の指紋を検出して逮捕のきっかけをつかんだ滋賀県警や、古谷を指名手配した福岡県警が「自分たちのところに身柄を移してほしい」と主張した一方、兵庫県警も「西宮市内で現行犯逮捕したのだから、古谷の身柄は自分たちのものだ」と譲歩しなかった。結局、最終的には本事件を広域指定した警察庁が検察庁と協議した上で、取り調べを続けていた兵庫県警に身柄確保を命じ、事件は一括して兵庫県警捜査一課・神戸地検で扱うことで決着。それ以外の関係府県警は事件発生順に担当者が兵庫県警まで出張し、それぞれ順番に古谷を取り調べることとなった。また同日午後、古谷はそれまでに判明していた被害者7人とは別に、高槻事件を自供し、約40分後に自供通り被害者Fの遺体が発見された。これを受けて大阪府警は捜査一課の警部を班長に、同課員・鑑識課・高槻署員の計20人で105号事件の特別捜査班を編成し、被害日時の特定や遺留品・被害品の確認、証拠資料収集などに当たり、指紋・履物痕から古谷の犯行と断定した。

### 取り調べ
古谷は1966年（昭和41年）1月21日の取り調べの際、一連の連続殺人の動機について「過去の服役中に手相による姓名判断を覚えたが、自分の手相は50歳程度までしか生きられないことを示していた。『どうせ先も短いから、人殺しでは今までの誰にも負けず、後世に自分の名前を残したい』と思い、次々と人を殺した」などと供述した。1966年1月8日 - 3月1日にかけ、取り調べの模様（約254時間）が録音されていたが、日本でそれほど長時間にわたって凶悪犯罪者の肉声が録音された事例は過去になかった。
一方、1965年12月24日には留置場にいた古谷に対し、同じ対馬生まれの小田良英弁護士からの「無報酬で弁護人になりたい」という手紙が送られた。古谷は小田を私選弁護人として選任した上で、彼から推薦された知人の弁護士2人（ともに神戸弁護士会所属）にも弁護を依頼したが、2人は弁護を拒否したため、私選弁護人は小田が1人で担当した。
神戸地検は1965年12月28日、西宮事件について強盗殺人罪を適用した上で被疑者・古谷を神戸地方裁判所へ起訴した。これに伴い、古谷の身柄と105号事件の捜査本部は、ともに西宮署から兵庫県警本部へ移されたが、これは当時、西宮署が大和銀行西宮支店多額盗難事件捜査本部と、第二阪神国道のタンクローリー爆発事故捜査本部を抱えていたことや、西宮事件に関する捜査がほぼ終結したためである。古谷は翌29日から始まった本格的な取り調べに対し、「今までは調子に乗って喋りすぎたが、喋ると死刑になるのが早くなるからもう喋らない」と述べ、取り調べに非協力的な態度を取った。また、「自分は未決囚（被告人）だから拘置所内と同じ待遇にしろ」と主張し、取り調べに頑なに応じなくなった。このため、兵庫県警が関西学院大学心理学教室に古谷の性格分析を依頼したところ、「肉体的には大人だが、感情は乳児。性格は野良犬・野良猫並みで、罪悪感に訴えて調べる方法は通じない」という結果が出たため、兵庫県警は「相手が動物的な性格なら、調教しよう」という取り調べ方針を取り、高圧的な態度・姿勢による取り調べを行った。これにより、古谷も「自分の手の内は見抜かれた。今後は素直にする」と兜を脱ぎ、1966年1月13日にはY事件に加え、それまで警察に被害届の出ていなかったX事件についても自供した。
1966年1月13日 - 29日にかけ、滋賀県警の捜査員3人が兵庫県警特捜本部へ出張し、大津事件の取り調べを行った。1月14日、古谷は滋賀県警の取り調べに対し「これからは素直に取り調べに応じる」と述べたが、翌日（1月15日）以降は「京都の事件は自分を京都（府警）に連れて行かなければ話さない」などと難題を突き付けた。しかし最終的に、滋賀県警は大津事件について古谷から具体的な供述を引き出し、裏付け捜査により古谷が10月中旬 - 下旬に現場付近にいたこと、被害品・遺留品の裏付けなどを行うことができた。このころ（1月19日 - 20日）、古谷は風邪を引き、20日に医師から診療を受けた際には「年末年始の親切といい、病気をこれだけ気にかけてくれることといい、兵庫の人は本当に誠意のある立派な人ばかりだ。昔と比べて、いまの警察は本当によくなった」と話していたが、翌21日には先述の発言に加え、供述の引き伸ばしを企てている旨をほのめかした。また24日には出房を促されると、それを拒否してなかなか出て来ようとせず、取調室に来ると暴れ出して刑事2人に殴り掛かり、制止しようとした刑事1人に全治3日の怪我（左小指への切り傷）を負わせた。
1月24日 - 31日には福岡県警の捜査員が兵庫県警へ出向き、福岡事件（被害者Cへの強盗殺人）およびX事件・Y事件について古谷を取り調べたが、古谷は1951年の事件で懲役10年に処された際も福岡県警に逮捕されていたため、福岡県警の捜査員に対し特に反抗的な態度を取り、無理難題を持ち出した。そのため、強盗殺人の犯意については最後まで自白しなかったが、8日間の取り調べにより事実関係についてはほぼ完全な調書を取ることに成功し、裏付け捜査により強盗目的で侵入したことを特定した。このほか、X事件についても同様に事実関係における詳細な自供を引き出し、裏付け捜査により犯行事実を証明することができた。そして京都府警から派遣された捜査員が取り調べに当たり、16日間の取り調べの末に伏見事件（D・E両被害者の殺害）について犯行実態を解明した。一方、古谷は2月2日に兵庫県警の取調室で初めて私選弁護人の小田と面会し、「自分がやっていない事件まで喋る必要はないが、やってしまった事件ははっきり話し、被害者の冥福を祈り贖罪しろ」と諭された。古谷は小田の言葉のうち、「やっていない事件まで喋る必要はない」という言葉を「捜査機関が把握していない事件は自白する必要はない」と拡大解釈し、再び黙秘しようとしたが、取調官は取調室を隠しマイクで盗聴し、古谷が黙秘することも想定した上で取り調べを進め、同月2月13日には北大路事件（後述）の自供を引き出した。
1966年2月16日、52歳の誕生日を迎えた古谷は兵庫県警の取り調べ担当刑事から52本の蝋燭が刺さった誕生日ケーキを用意され、「誕生日にこんなことをしてもらったのは生まれた初めてだ。兵庫（県警）の人たちにはいろいろと気を遣ってもらった。いい人ばかりで感謝している」と感謝の言葉を述べたが、翌日からは再び捜査員に暴言を吐いたり、出房を渋ったりなど反抗的な態度を取った。2月20日、古谷は取り調べの際に「愚者は喋り、賢者は聞くという。言わぬが花だ。三十六計逃げるにしかずで、留置場にいるのが一番いい」と発言したほか、翌日（2月22日）には米子事件（後述）について取り調べられると「初犯者やチンピラを調べるような真似をするな。自分はただの犯罪者とは違い、言わないと言ったら絶対に言わない男だ。今までは警察が可哀想だから自供してやったが、今はお前の顔が変形するほど殴ってやりたい」などと捜査員を恫喝した。

### その他嫌疑を受けた未解決事件
一方、古谷の余罪が次々と明らかになったことで、当時手口の類似した未解決事件を抱えていた府県警は古谷に嫌疑を向け、同時に事件の一挙解決を期待した。その中でも捜査陣は以下の2事件を最終段階に至るまで有力視し、解明に向け努力を進めた。
- 1951年7月5日に京都市左京区下鴨上川原町（鴨川・北大路橋の下）で判明した殺人事件（北大路事件） - 被害者は46歳男性[201]（死因：日本手拭いで首を絞められたことによる窒息死）[202]。遺体は両手を後手に縛られ、うつ伏せの状態で鶏糞入りの俵（1俵＝30 kg）の下敷きになっていた[88]。
- 鳥取県米子市大谷町（新加茂川堤防）で1964年（昭和39年）11月17日に判明した強盗殺人事件（米子事件） - 堤防上の掘立小屋が全焼し、焼け跡から住人の男性（当時46歳）が遺体で発見された（死因：草刈り鎌による強打）[203]。

米子事件は一連の連続殺人と同じく、「堤防の掘立小屋に住む独居男性が被害者である点」「凶器の草刈り鎌が福岡事件の際に用いられた凶器（刺身包丁）と類似している点」「初動捜査時の聞き込みの結果、近隣住民が犯行当日に古谷と似た人相の男を目撃している点」といった共通点が見いだされた。加えて事件発生日前後（11月12日 - 29日）の古谷の行動は不明瞭で、古谷がいた熊本自営会の押し入れから兵庫県警がズボン（米子事件の被害者と同じ姓が書かれていた）を発見したこともあり、鳥取県警は古谷に強く嫌疑を掛けた。
また、北大路事件も「人目のない橋の下が現場」「被害者の両手を緊縛して絞殺し、（遺体の上に）多量の俵を積んだ残忍性」「被害者の職業がバタ屋（廃品回収業）である点」と、これまでに古谷の犯行と断定された事件と類似していた。加えて古谷は当時、5月 - 6月に福岡県内でSと共謀して連続強盗殺人事件を犯していたが、その後発生した北大路事件（7月5日）時点では関西方面にいたことが推測される資料も発見され、強い疑いが掛けられた。これを受け、捜査陣が古谷を取り調べたところ、古谷は2月13日に「1951年夏に北大路橋の下で40歳くらいのバタ屋の男を絞殺し、現金1,000円位を奪った」と述べ、公訴時効成立まで4か月ほどに迫っていた北大路事件を自供。さらに犯人しか知り得ない事実も含め、古谷から同事件の自供を得ることに成功し、105号事件（伏見区の2事件）とともに送検したが、古谷は送検後に一転して「無理に自白させられた」と否認した。このため、神戸地検は北大路事件については証拠不十分を理由に不起訴処分とし、同事件は公訴時効が成立した。また米子事件についても、古谷は兵庫県警の取り調べに対し「拘置所に行ってからでないと喋らない」と述べ、具体的な供述を引き出すことはできなかったため、検察側は最終的に起訴を断念した。

## 刑事裁判
取り調べに入った段階では初公判は1966年2月16日（古谷の52歳の誕生日）に予定されていたが、古谷は取り調べに対し強く抵抗した。これにより、取り調べが大幅に遅れたため、神戸地方検察庁は初公判期日を延期した。
特捜本部は最終的に、強盗殺人8件（被害者9人）をはじめ計21件を古谷の犯行と断定し、神戸地検へ送検した。その犯行区域は滋賀・京都・大阪・兵庫・岡山・広島・福岡・熊本の8府県におよんだが、神戸地検は公判の準備に忙殺されたため、1966年5月10日に西宮事件以外の強盗殺人7件＋強盗および同未遂2件（X事件・Y事件）を追起訴した一方、米子事件やその他の余罪は不起訴処分とした。
1966年3月1日、古谷は身柄を神戸拘置所へ移管された。

### 第一審

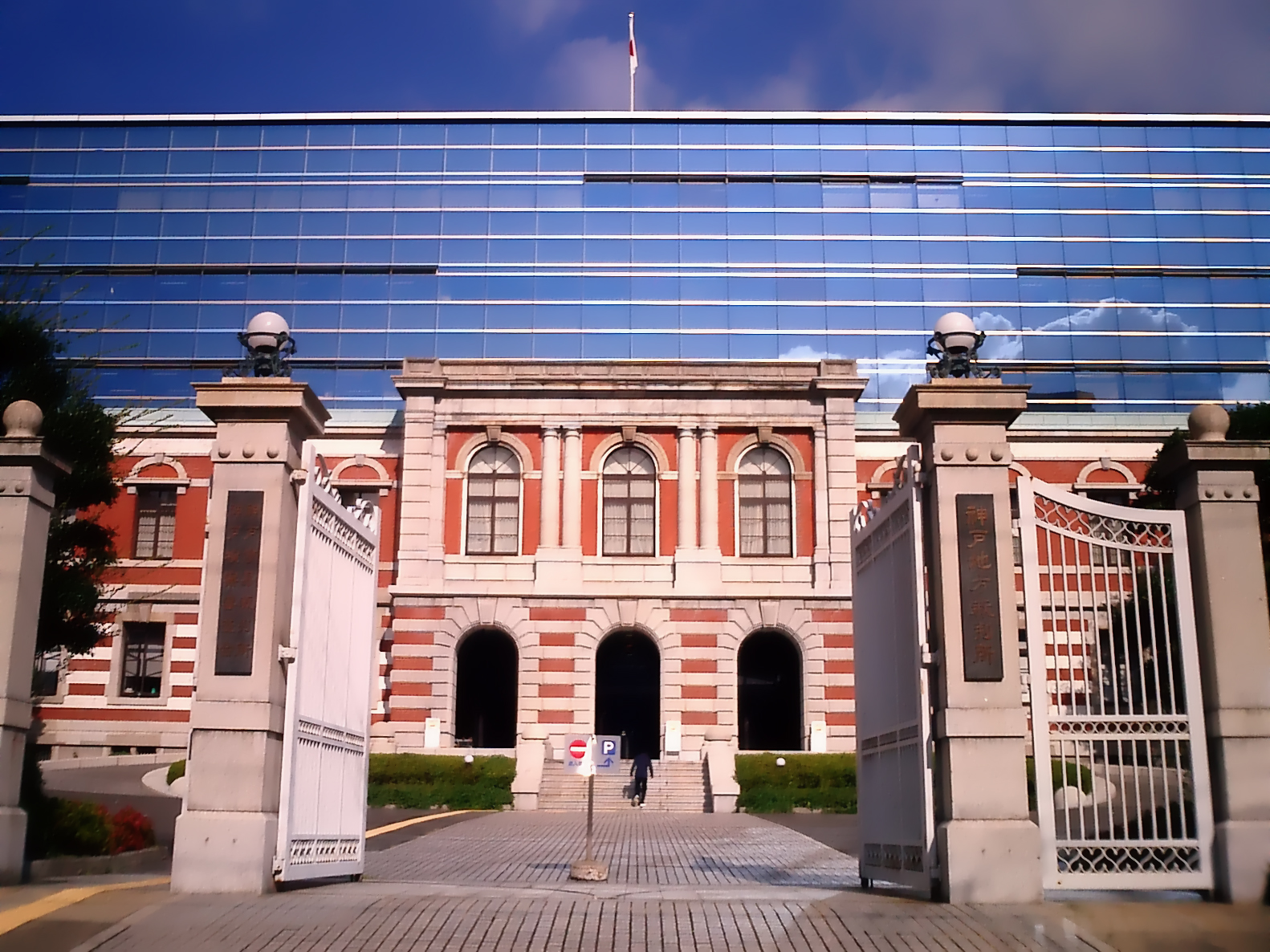
刑事裁判の第一審が行われた神戸地方裁判所

1966年（昭和41年）6月29日、神戸地方裁判所第3号法廷（長久一三裁判長）で被告人・古谷惣吉の初公判が開かれた。検察側は金丸歓雄公判部長、高橋泰介・池田哲男検事ら4検事が出廷した一方、弁護側も吉田岩窟王事件を手掛けた弁護士の小田良英が立ち会った。被告人・古谷は検察官の起訴状朗読後に行われた罪状認否で7件8人の殺人・殺人未遂1件を認めたが、11月17日の強盗事件（X事件）に関しては否認した上、認めた8件も強盗目的を否定して「単純殺人・同未遂だ」と主張した。同日の古谷は開廷直後こそ平静だったが、検察官が神戸市内のA事件に関して犯行状況を述べ始めると、突然立ち上がり、「やめろ！黙って聞いていればいい気になって、でたらめな論告をするな」と怒鳴り、付き添っていた刑務官の制止を振り切って検察官に殴りかかろうとした。
それ以来、公判は論告求刑までに計26回開かれたが、古谷は警察の捜査・公判廷を通じて自身に不利な点を追及されると、わめくなどして手こずらせた。特に1969年（昭和44年）5月の第7回公判以降は、西宮事件（GおよびHの殺害）以外の罪状を全面的に否認し、「残りの事件は自分と一緒にいた“岡”という男が真犯人だ」「自供は“岡”をかばうため、刑事の誘導のまま認めたもので、（捜査段階における供述は）真実ではない」と述べ、無罪を主張した。また、唯一事実として認めた西宮事件も「金を奪うつもりはなく、食事と宿を借りるために立ち寄ったが、（被害者たちから）断られたために殺した」と主張し、強盗目的を否認。弁護人も、「強盗殺人ではなく傷害致死にとどまる。供述調書にも信用性がなく、有罪とする証拠も不十分だ」と主張した。一方、検察側は現場に残された指紋や遺留品、犯行の類似性などから、起訴事件全てについて古谷の犯行と主張した。神戸地裁は古谷側の主張を退け、「現場の遺留品、被害者の鑑定結果から、（古谷が被害者たちを強盗目的で殺害したことは）十分証明できる」と認定した。
古谷は自分の弁護人を「オレの言うことを聞かん」と二度にわたって解任し、3度目に就任した弁護人は直後に弁護を辞退した。一方、公判で「オレならタオルなど使わん。素手で一発で殺せるから犯人じゃない」とうそぶきながら、中川裁判長の前で指を立てて首の絞め方を披露するなどしていた。また、3度にわたって裁判官の忌避を申し立てたり、収監先の神戸拘置所で「好物のうどんを食べさせてもらえない」と絶食を始めるなど、裁判闘争を行ったが、これらの行動が公判日程に影響することはなかった。一方、無償で古谷の私選弁護人を引き受けていた小田良英は、第一審公判途中の1969年（昭和44年）春に弁護人を辞任したが、夕刊フクニチ新聞社 (1976) はその理由について「古谷の変質ぶりに匙を投げたという説が有力だ」と述べている。結局、第一審判決および、上告審判決では、いずれも橘一三が弁護人を担当している。

#### 死刑求刑・死刑判決
1971年（昭和46年）2月16日に神戸地裁（中川幹郎裁判長）にて論告求刑公判が開かれ、神戸地検の中村恵検事は被告人・古谷惣吉に死刑を求刑した。論告の要旨は以下の通り。
- 「物的証拠の数々から古谷が一連の連続殺人事件の犯人であることは間違いなく、調書は古谷自身が点検して1枚ずつ拇印を押しており信憑性がある」[4]
- 「古谷が真犯人と主張する“岡”という人物は、以前心服していた福岡県警の巡査の名前を借りた架空の人物で実在しない[4]。古谷はかつてSとともに、本件に類似した強盗殺人を犯して起訴された際、「自分は殺人行為に加担していない」と弁解・主張し、それがある程度裁判所に採用されたことで、自身はSと違い死刑を免れたという劇的な経験をしているため、今回も自分の刑事責任を免れるために作り話をしている[60]」
- 「幼少期に母親と死別して継母にいじめられるなど不幸な家庭に育ったことは同情できるが、8人もの命を奪った凶行への情状酌量にはならない。尊い多数の人命を虫けらのように奪った稀に見る凶悪犯罪で、死刑廃止論者でもこの求刑には異議を申し立てないだろう」[4]

事件当時、兵庫県警の刑事として古谷を取り調べ、「罪は償うべきだ」と説得して自供させた沼本は、後に古谷が刑事裁判で死刑を求刑された際に「8人も殺した罪は許されないが、自分が刑事時代に関係した人物が死刑を求刑されることは寂しいものだ」と述べている。
1971年4月1日に第一審判決公判が開かれ、神戸地裁第二刑事部（中川幹郎裁判長）は神戸地検の求刑通り、被告人・古谷惣吉に死刑判決を言い渡した。神戸地裁は強盗殺人未遂として起訴された2事件（8月19日・11月17日の事件）については「強盗罪」と認定したが、他の強盗殺人7件はいずれも起訴状通りに認定した。その上で、判決理由で弁護人の「古谷は犯行当時、心神喪失ないし心神耗弱状態だった」とする主張を「激怒しやすく短気な性格ではあるが各犯行の手口や、犯行後に事件を隠蔽するため扉を施錠するなど冷静な行動を取っている点からは精神障害は認められず、行為の善悪を分別する能力はある」と退け、「犯行は残忍・冷酷で、日本の犯罪史上例を見ない。極悪非道で天人ともに許されない犯罪」と断罪した。一方、検察官の「死刑廃止論者も古谷の死刑に反対はすまい」という論告については、「当法廷は死刑の存廃を議論する場ではない。しかし、古谷の犯行から刑を軽くする材料はない」と述べている。

### 上訴審

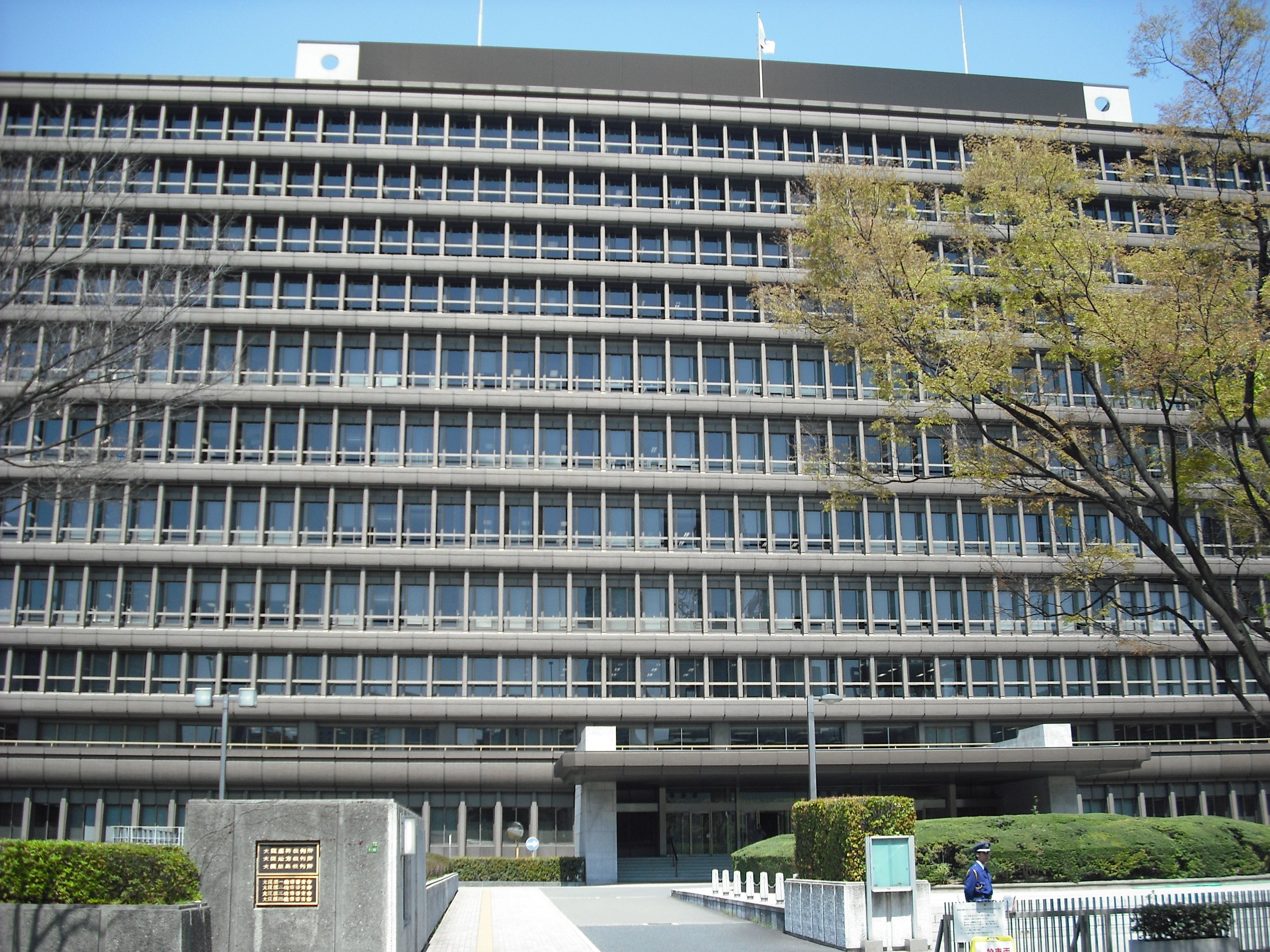
刑事裁判の控訴審が行われた大阪高等裁判所

古谷は死刑判決に対し、同月12日付で大阪高等裁判所へ控訴した。「ほとんど自分の犯行ではなく、逮捕時の事件も強盗・殺人の犯意はなかった」と事実誤認・量刑不当を訴えた。控訴理由では、それ以外にも犯行当時の心神耗弱や、法令適用の誤りを挙げたほか、「8件の連続殺人のうち、4件は仲間の“岡”による犯行だ」と主張した。また、弁護人は控訴審で「福岡事件の凶器は刺身包丁とされているが、実際に紛失していた刃物は菜切り包丁だった。また、押収された衣類に血痕が付着していなかったり、現場から現場への所要時間に矛盾があるなど、証拠上不備な点・疑問点がある」と指摘したほか、古谷のありのままの姿を公判廷に持ち出すことで、情状酌量による量刑軽減を狙った。
しかし、大阪高裁第5刑事部（本間末吉裁判長）は1974年（昭和49年）12月13日の控訴審判決公判で、第一審の死刑判決を支持して被告人・古谷の控訴を棄却する判決を言い渡した。大阪高裁 (1974) は、判決理由で「取り調べの経緯などを総合すれば、供述調書の信用性に疑問はなく、古谷の『異常な精神状態で捜査員に誘導されて虚偽の自白をした』という主張は信用できない。各犯行について、古谷や弁護人の弁解・主張を検討しても、古谷が犯人であることは間違いない」と認定した上で、「古谷には前科があり、犯行も計画的・残忍だ。古谷にとって有利な情状を考慮し、死刑適用について慎重に検討しても、犯行の残虐性・反社会性から極刑は免れない」と指摘した。
古谷は最高裁判所へ上告したが、1978年（昭和53年）11月28日に最高裁第三小法廷（高辻正己裁判長）で上告棄却の判決（一・二審の死刑判決を支持する判決）を言い渡された。古谷は同小法廷に対し、判決の訂正を申し立てたが、1979年（昭和54年）1月26日付の決定で棄却され、同月に死刑が確定した。

## 死刑確定後

### 獄中における人物像
古谷は死刑確定後から死刑執行まで、死刑囚として大阪拘置所に収監されていたが、その人となりについては以下のような証言がある。
- 夕刊フクニチ新聞社 (1976) は当時、上告中だった古谷の獄中での生活について「『ヨハネの黙示録』や『旧約聖書』を愛読しており、すこぶる健康的なようだ」と述べている[233]。
- 1977年（昭和52年）1月6日には『毎日新聞』の大阪朝刊（神戸市内版）で、本事件で捜査主任官（捜査一課警部）として古谷を取り調べ、自供を引き出した兵庫県警の元捜査員が、当時上告中だった古谷に対し、毎年正月におせち料理や金を差し入れたり、何度も古谷の下へ面会に訪れたりして、古谷から感謝の手紙を受け取っている旨が報道された[234]。
- 大阪拘置所での古谷の人物像を知る関係者は、前坂俊之からの取材に対し、「古谷は拘置所内でも手が付けられないほどの暴れん坊で、『あと2、3人殺しても同じだ』などと平気で暴言を吐く性格だが、その原因は幼少期の異様な家庭環境[注 131]にあるのだろう。その時の大人への不信感・怒りや、母親・大人の愛情の欠落が原因で、大人への憎しみを抱えたまま生育したのだろう。しかし『幼少期に近所の大人から追われていた際に村長の娘に助けられ、村長の家に泊めてもらったことがある。その時の親切を思い出すと嬉しい』と涙を流しながら話したこともあった」[236]「獄舎に来たスズメ・ハトに餌付けしたり、房にクモが出ても恐れないなど動物好きな一面もあるが、殺人に対する罪の意識はなく『自分は幸運な人間だからいつかは助かる』と何度も口にしている。プロ野球の日本シリーズなどを楽しみに観るなど、日常生活を満喫しており、死への恐怖もほとんどないようだ」と証言した[237]。
- かつて大阪拘置所で刑務官を務めていた藤田公彦は、自著 (2007) で「古谷[注 132]は獄中では拘置所職員たちを困らせて恨みを買い、古谷の死刑執行当日には通常は誰もが敬遠する死刑執行官を自ら志願する希望者が殺到し、任命されなかった刑務官が鬱憤晴らしに『みんなであいつ（古谷）の足を引っ張ってやろう』と吐き捨てたほどだった。しかし自分が教育課から手に負えない古谷の心情安定を頼まれ、インコの雛を与えて世話させたところ、古谷はインコを大変可愛がっていた。やがてそのインコは逃げてしまい、そのまま帰ってこなかったが、その際に古谷はそれ以上インコに執着しなかったので、自分は『古谷は自身の“自由に外に出たい”という叶わない願望をインコに託して放鳥したのではないか？』と思った」と述べている[232]。また、藤田は自著 (2008) で「F（古谷）は生前、大阪拘置所の死刑囚たちの中でも難題で、室外での運動中に抜き打ちで居室の検査をされた際、検査を行っていた我々刑務官たちに対し『お前ら、殺したろうか！そしたらまた裁判だ。裁判中は死刑にならない。俺はあと何人殺しても一緒だ！』と怒鳴りつけてきたことがあったが、私が『そう怒るな。これも俺の仕事だ』となだめたら一応怒りの矛を収めた。これはかつて、自分が心情安定のためにFにインコを飼わせた際、いろいろとインコの世話の仕方を教えたことをFが借りとして感じていたからかもしれない」と述べている[240]。
- かつて被告人として大阪拘置所に収監されていた藤村昌之[注 133] (1997) は、生前の古谷[注 134]の人となりについて「日ごろは柔和な好々爺だったが『自分は実は（起訴された8人より）もっと大勢殺している。警察の捜査技術が未発達だったから（被害者の）死因がわからなかった』と自慢していた」と述べている[243]。
- 古谷の弁護人を務めていた橘一三は、獄中における古谷について「仏のように落ち着いた日と、荒れ狂う日の間を揺れ動いている」と証言した[244]。

### 獄中で刃傷事件
1982年（昭和57年）12月2日に古谷は収監先・大阪拘置所内で殺人未遂事件を起こした。これは自分の可愛がっていた若い死刑囚が他の死刑囚に接近しようとしたことに嫉妬し、集会所で彼ら2人の死刑囚を隠し持っていた凶器で襲い、2人に重傷を負わせた事件だった。藤田 (2008) はその事件で古谷（同所中では「F」と表記）に襲われた被害者の死刑囚について「首筋を刺されて重傷を負ったが、救急車で外部の病院に搬送され一命を取り留めた」と述べている。
本来ならば殺人未遂罪で訴追されるような事件だったが、当時の死刑囚は原則として確定順に処刑されていたため、被害者である死刑囚2人は「仮にこの事件で古谷が起訴され、新たに裁判を受けることになれば、判決確定まで古谷の死刑執行は見送られる。一方、自分たちはそれにより死刑執行の順序が繰り上がる」と恐れ、検察官に同事件を起訴しないよう嘆願した。結局、古谷の事件に辟易していた大阪拘置所側も古谷の早期死刑執行を望んでいたことから、同事件を立件しないよう検察庁に具申したため、古谷は起訴されなかった。

### 死刑執行
死刑囚・古谷惣吉は法務大臣・嶋崎均が発した死刑執行命令により、死刑確定から6年後（105号事件発生および逮捕から20年後）の1985年（昭和60年）5月31日に収監先・大阪拘置所で死刑を執行された（71歳没）。当時の法務大臣は嶋崎均で、それまでは1979年以降、毎年1人の死刑執行が慣例化していたが、同日には古谷とは別に名古屋拘置所でも死刑囚1人の刑が執行されており、当時の情勢下では異例となる2人同時の死刑執行となった。村野は、この日が平沢貞通の釈放請求棄却決定の翌日であったことを踏まえ、この2人同時の死刑執行について「死刑廃滅の流れは食い止めたい、死刑は断固存置する」という国の意思表明であったと評している。
佐久間 (2005) は「死刑執行当時の年齢（71歳3か月）は最高齢の死刑執行である」と述べている。古谷には身寄りがなければ友人もおらず、手紙を出す相手は自分の取り調べを担当した兵庫県警の定年退職した元刑事だけであったが、死刑執行前に古谷がその元刑事宛てに送った手紙には、以下の短歌らしきものがあった。
- 「厚恩を背負いてのぼる老いの坂、重きにたえず涙こぼるる」[250][256]

池上正樹の著書『TRUE CRIME JAPAN 連続殺人事件』 (1996) に本事件のルポを寄稿した斎藤充功は、事件発生から30年目に当たる1995年（平成7年）晩秋に、各犯行現場を訪問し、古谷が生まれ育った志多留集落も訪問取材したが、古谷の遺骨は対馬の親族には引き取られていないとされる。

## 評価
石田郁夫 (1979) は、古谷の犯罪傾向について、権力につながる者ではなく、最も力のない弱い人々を標的とし、わずかな金品を奪ったことについて、以下のように言及している。
前坂俊之 (1985) は、戦後日本の連続的な連続大量殺人犯として、古谷や小平義雄（7人殺害）・栗田源蔵・大久保清・勝田清孝（以上いずれも8人殺害）を挙げた上で、古谷が戦後日本で最も多くの犠牲者を出した連続殺人犯である旨を述べている。また、大量殺人には「性的なものとそうでないもの」で2つの傾向があり、後者に該当する連続殺人犯として、古谷の事件や永山則夫による4人連続ピストル射殺事件（1968年）、さらに戦前の事件である李判能事件や浜松連続殺人事件を挙げ、それらの事件の共通点として、社会の最底辺部で厳しい差別や偏見を受けてきた者が、社会への復讐として事件を起こした側面がある旨を述べている。

## 関連書籍
- 西井一夫（編集長） 編『戦後50年 POST WAR 50 YEARS』（発行）毎日新聞社〈毎日ムック〉、1995年3月25日、159頁。ISBN 978-4620790053。 NCID BN12090108。国立国会図書館書誌ID:000002461503。